# Stollen

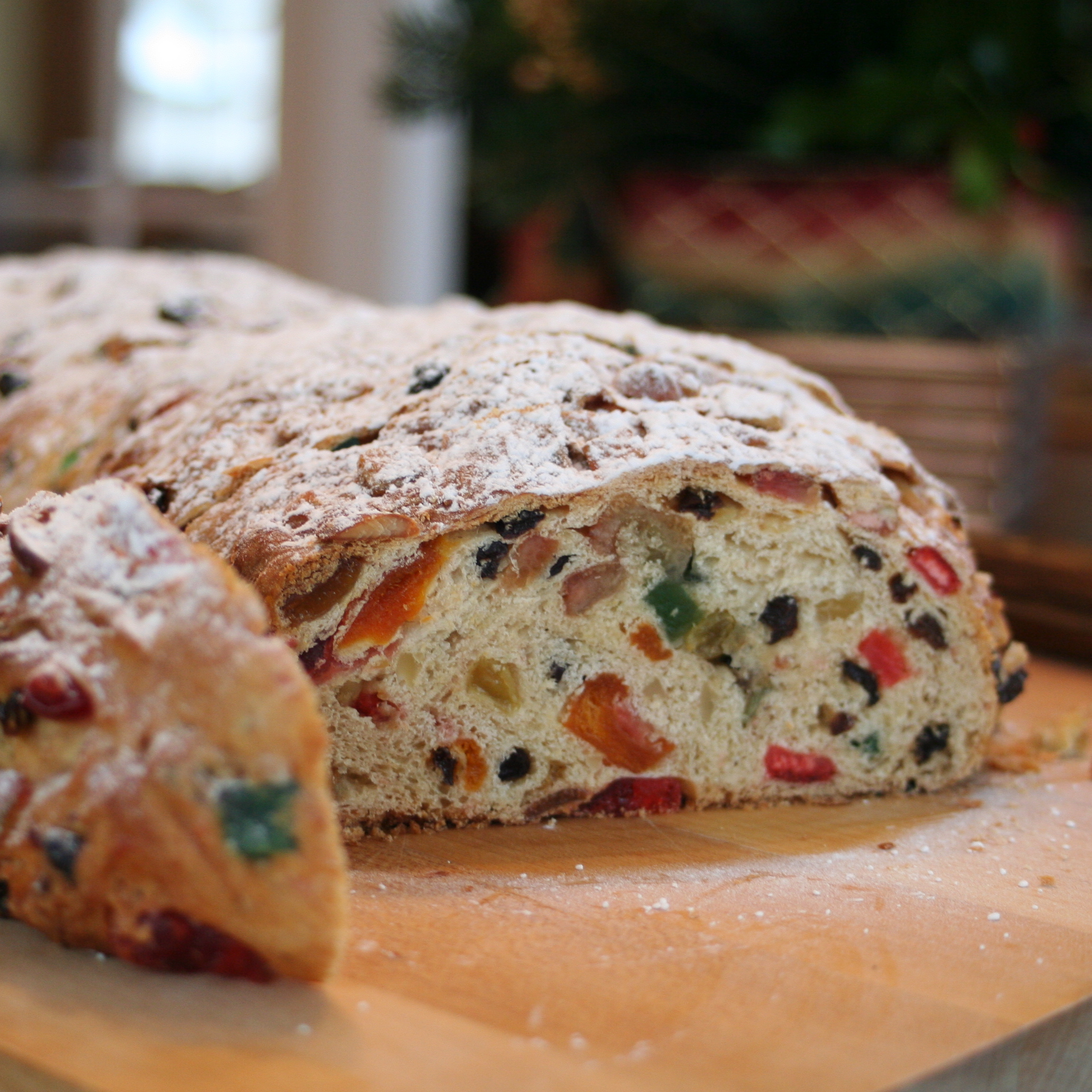
Ituskuren stollenlimpa.

Stollen eller Christstollen är en sorts tysk julkaka gjord på en smörrik vetedeg, med en fyllning av mandlar, nötter och torkad frukt. Kakan formas till en limpa och täcks vanligtvis med florsocker för att likna det lindade Jesusbarnet – därav namnet Christstollen.
Bland ingredienserna märks ofta russin, rom, citrusskal, vaniljstång och kardemumma.